# 托普斯菲爾德
托普斯菲爾德（英語：Topsfield）是一个美國城鎮，位於缅因州华盛顿县。根據2010年的人口普查，當地人口為237人。

## 地理
根据美国人口普查局，该镇的总面积為55.32平方英里（143.28平方），其中50.09平方英里（129.73平方）為陸地，5.23平方英里（13.55平方）為水域。